# Хорол (село)
Хорол (укр. Хорол) — село,
Козельненский сельский совет,
Роменський район,
Сумская область,
Украина.
Код КОАТУУ — 5923582903. Население по переписи 2001 года составляло 135 человек .

## Географическое положение
Село Хорол находится между сёлами Горьково и Козельное (1,5 км).
По селу протекает пересыхающий ручей с запрудой.

## История
- 1992 — селу Добриновка вернули историческое название Хорол [2].